# ウージニー・ブシャール
ウージニー・ブシャール（Eugenie Bouchard, 1994年2月25日 - ）は、カナダ・ケベック州ウエストマウント出身の女子プロテニス選手。2014年のウィンブルドン選手権女子シングルスの準優勝者である。これまでにWTAツアーでシングルス1勝、ダブルス1勝を挙げている。WTAランキング自己最高位はシングルス5位、ダブルス103位。身長178cm、体重61kg。右利き、バックハンド・ストロークは両手打ち。

## 来歴
5歳からテニスを始める。2012年ウィンブルドン選手権ジュニアシングルスとダブルスで優勝した。

### 2013年：年間最優秀新人賞
2013年から本格的にプロ大会に出場を始めるようになり、4月のファミリー・サークル・カップでは予選から勝ち上がりベスト8に進出した。
全仏オープンで4大大会に初出場し、1回戦でツベタナ・ピロンコバを 6-1, 7-6 (7) で破り初戦を突破し2回戦で第2シードのマリア・シャラポワに 2-6, 4-6 で敗れた。ウィンブルドンでは2回戦で第12シードのアナ・イバノビッチを 6-3, 6-3 で破る殊勲を挙げ3回戦に進出した。8月のシティ・オープンではダブルスで初めて決勝決勝に進出し準優勝した。全米オープンでは2回戦でアンゲリク・ケルバーに 4-6, 6-2, 3-6 で敗れた。
9月の東レ・パンパシフィック・オープンは3回戦でエレナ・ヤンコビッチを 7-5, 6-2 で破り大会初出場でベスト8に進出した。10月のHPオープンではツアー初のシングルス決勝に進出した。決勝でサマンサ・ストーサーに 6-3, 5-7, 2-6 で敗れ準優勝となった。ブシャールは2013年のWTAアワードの年間最優秀新人賞を受賞した。

### 2014年：ウィンブルドン準優勝、世界ランキング5位
2014年全豪オープンでは第30シードとなり4大大会で初めてシード選手となった。4回戦でケーシー・デラクアを 6-7(5), 6-2, 6-0 で破りベスト8に進出した。準々決勝ではアナ・イバノビッチを 5-7, 7-5, 6-2 で破りベスト4に進出した。カナダ女子選手が4大大会のベスト4に進出したのは1984年全米オープンでベスト4に進出したカーリン・バセット以来30年ぶりの快挙であった。準決勝では優勝した李娜に 2-6, 4-6 で敗れた。
5月のニュルンベルク・カップで2度目のツアーシングルスの決勝に進出した。決勝でカロリナ・プリスコバを 6–2, 4–6, 6–3 で破りツアー初優勝を果たした。全仏オープンでは全豪に続きベスト4に進出した。準決勝では優勝したマリア・シャラポワに 6-4, 5-7, 2-6 で敗れた。
ウィンブルドンでは準決勝でシモナ・ハレプを 7-6(5), 6-2 で破り、カナダ女子選手として初めて決勝に進出した。決勝ではペトラ・クビトバに 3–6, 0–6 で完敗し準優勝者となった。大会後のランキングでは7位となりトップ10入りを果たしている。
その後も勢いは衰えず、10月20日のランキングでは自己最高の5位を記録し、2014年WTAアワードの最も上達した選手賞を受賞した。

### 2015年：極度の不振、転倒事故
2015年は一転して極度の不振に陥り、全仏オープンとウィンブルドンで続けて1回戦敗退を喫する。全米オープンでは4回戦まで勝ち進むも、ニック・キリオスとペアを組んで出場した混合ダブルス1回戦終了後に、ロッカールームで足を滑らせて転倒し頭部を強打、外傷だけでなく脳震盪を発症しシングルス4回戦とダブルス2回戦、混合ダブルス2回戦は棄権に追い込まれる。その後も脳震盪の後遺症に悩まされ、チャイナ・オープンで復帰するも1回戦で途中棄権し再び離脱。そのままシーズン終了を余儀なくされた為、責任を巡り全米テニス協会を訴えた。ランキングも49位まで急降下し、散々な1年となってしまった。

### 2016-2019年 下降
2016年1月の深圳オープンで本格的に復帰し、ホバート国際ではWTAツアーで1年4ヶ月ぶりとなる決勝進出。決勝ではアリーゼ・コルネに1-6, 2-6で敗れ準優勝となった。2016年8月のリオ五輪で初めてのオリンピックに出場した。シングルス、ダブルスとも2回戦で敗退した。
2017年全豪オープンは3回戦で敗れた。その後は初戦敗退が続き、4年ぶりにITF女子サーキットにも出場した。5月のムチュア・マドリード・オープンでベスト8。ダブルスでは2大会で準優勝している。
2018年1月のホバート国際で初戦敗退に終わり、5年ぶりにトップ100圏外に落ちてしまった。その後も結果を残せずに、6月上旬には194位まで下降。それでもWTAスイス・オープンとBGLルクセンブルク・オープンでのベスト4や、2015年以来となる全米オープンでの白星などにより、最終的には87位まで戻した。
2019年は年始のASBクラシックで、シングルスはベスト8、ダブルスではソフィア・ケニンと組んで初優勝を果たす幸先の良いスタートをきった。オラクル・チャレンジャーシリーズ・ニューポートビーチでもベスト8。しかし、2月のドバイ・テニス選手権2回戦で敗れると、そこから13連敗してシーズンを終えた。最終順位では224位まで急落。

## 人物
2015年全米オープンでは4回戦まで勝ち進むも、ニック・キリオスとペアを組んで出場した混合ダブルス1回戦終了後に、ロッカールームで足を滑らせて転倒し頭部を強打、外傷だけでなく脳震盪を発症しシングルス4回戦とダブルス2回戦、混合ダブルス2回戦は棄権に追い込まれる。その後も脳震盪の後遺症に悩まされたことでシーズン終了を余儀なくされた為、責任を巡り全米テニス協会を訴えた。賠償請求額は公開されなかったが、最終的に全米テニス協会側に75%、ブシャール側に25%の過失があるという結論で和解した。
2014年ウィンブルドン選手権で準優勝したことで人気に火が付き、ナイキやバボラ、コカ・コーラなど様々な企業とスポンサー契約を結んだ。SportsProによる「世界で最も市場価値の高いアスリートベスト50 2015リスト」では1位にランキングされた。しかし2017年以降不調に陥ると、次々と契約解除されていった。
学生時代は数学と理科を得意としており、医者になることも考えていた。英語とフランス語が堪能。また、ADHDを患っている。
2017年、NFLの王者を決めるスーパーボウル当日、自身とデートする権利を賭けて、SNS上で一般男性とどちらのチームが勝つか勝負をした結果、これに敗れて約束を果たさなければならなくなった。実際にデートを勝ち取ったミズーリ大学の学生とNBAの試合を観戦し、約束を果たした。翌年のスーパーボウルに2人はNFLから招待された。

## WTAツアー決勝進出結果

### シングルス: 8回 (1勝7敗)
| 大会グレード                  | 大会グレード  |
| 2020年以前                    | 2021年以後    |
| ----------------------------- | ------------- |
| グランドスラム (0–1)          |               |
| WTAファイナルズ (0–0)         |               |
| プレミア・マンダトリー (0–0)  | WTA1000 (0–0) |
| プレミア5 (0–1)               | WTA1000 (0–0) |
| WTAエリート・トロフィー (0–0) |               |
| プレミア (0–0)                | WTA500 (0–0)  |
| インターナショナル (1–4)      | WTA250 (0–1)  |

| 結果   | No. | 決勝日         | 大会             | サーフェス | 対戦相手                   | スコア             |
| ------ | --- | -------------- | ---------------- | ---------- | -------------------------- | ------------------ |
| 準優勝 | 1.  | 2013年10月13日 | 大阪             | ハード     | サマンサ・ストーサー       | 6-3, 5-7, 2-6      |
| 優勝   | 1.  | 2014年5月24日  | ニュルンベルク   | クレー     | カロリナ・プリスコバ       | 6-2, 4-6, 6-3      |
| 準優勝 | 2.  | 2014年7月5日   | ウィンブルドン   | 芝         | ペトラ・クビトバ           | 3-6, 0-6           |
| 準優勝 | 3.  | 2014年9月27日  | 武漢             | ハード     | ペトラ・クビトバ           | 3-6, 4-6           |
| 準優勝 | 4.  | 2016年1月17日  | ホバート         | ハード     | アリーゼ・コルネ           | 1-6, 2-6           |
| 準優勝 | 5.  | 2016年3月6日   | クアラルンプール | ハード     | エリナ・スビトリナ         | 7-6(7-5), 4-6, 5-7 |
| 準優勝 | 6.  | 2020年9月13日  | イスタンブール   | クレー     | パトリシア・マリア・ティグ | 6-2, 1-6, 6-7(4-7) |
| 準優勝 | 7.  | 2021年3月13日  | グアダラハラ     | ハード     | サラ・ソリベス・トルモ     | 2-6, 5-7           |

### ダブルス: 5回 (1勝4敗)
| 結果   | No. | 決勝日         | 大会           | サーフェス    | パートナー               | 対戦相手                                              | スコア                |
| ------ | --- | -------------- | -------------- | ------------- | ------------------------ | ----------------------------------------------------- | --------------------- |
| 準優勝 | 1.  | 2013年8月3日   | ワシントンD.C. | ハード        | テイラー・タウンゼント   | 青山修子 ベラ・ドゥシェビナ                           | 3-6, 3-6              |
| 準優勝 | 2.  | 2017年8月5日   | ワシントンD.C. | ハード        | スローン・スティーブンス | 青山修子 レナタ・ボラコバ                             | 2-6, 3-6              |
| 準優勝 | 3.  | 2017年10月21日 | ルクセンブルク | ハード (室内) | キルステン・フリプケンス | レスレイ・カークホーブ リジア・マロザワ               | 7-6(7-4), 4-6, [6-10] |
| 優勝   | 1.  | 2019年1月6日   | オークランド   | ハード        | ソフィア・ケニン         | ペイジュ・メアリー・ハウリガン テイラー・タウンゼント | 1-6, 6-1, [10-7]      |
| 準優勝 | 4.  | 2021年3月7日   | リヨン         | ハード (室内) | オルガ・ダニロビッチ     | ビクトリア・クズモバ アランツァ・ルス                 | 6-3, 5-7, [7-10]      |

## 4大大会シングルス成績
略語の説明
| W | F | SF | QF | #R | RR | Q# | LQ | A | Z# | PO | G | S | B | NMS | P | NH |

W=優勝, F=準優勝, SF=ベスト4, QF=ベスト8, #R=#回戦敗退, RR=ラウンドロビン敗退, Q#=予選#回戦敗退, LQ=予選敗退, A=大会不参加, Z#=デビスカップ/BJKカップ地域ゾーン, PO=デビスカップ/BJKカッププレーオフ, G=オリンピック金メダル, S=オリンピック銀メダル, B=オリンピック銅メダル, NMS=マスターズシリーズから降格, P=開催延期, NH=開催なし.
| 大会           | 2013 | 2014 | 2015 | 2016 | 2017 | 2018 | 2019 | 2020 | 2021 | 2022 | 2023 | 2024 | 2025 | 通算成績 |
| -------------- | ---- | ---- | ---- | ---- | ---- | ---- | ---- | ---- | ---- | ---- | ---- | ---- | ---- | -------- |
| 全豪オープン   | LQ   | SF   | QF   | 2R   | 3R   | 2R   | 2R   | LQ   | LQ   | A    | LQ   | A    | A    | 14–6     |
| 全仏オープン   | 2R   | SF   | 1R   | 2R   | 2R   | LQ   | 1R   | 3R   | A    | A    | A    | A    | A    | 10–7     |
| ウィンブルドン | 3R   | F    | 1R   | 3R   | 1R   | 2R   | 1R   | NH   | A    | A    | LQ   | A    | A    | 11–7     |
| 全米オープン   | 2R   | 4R   | 4R   | 1R   | 1R   | 2R   | 1R   | A    | A    | LQ   | LQ   | A    | A    | 8–6      |

※: 2015年全米4回戦の不戦敗は通算成績に含まない